# Gregorio Leti
Gregorio Leti (Milano, 29 maggio 1630 – Amsterdam, 1701) è stato un letterato italiano.

## Biografia
Era figlio di un nobile di origine bolognese al servizio dei Medici e di una nobildonna milanese. Trascorse i primi anni della giovinezza a Cosenza studiando presso i gesuiti. Mortogli il padre nel 1639, uno zio ecclesiastico lo ospitò a Roma nel 1644. Andato a Milano (dove viveva la sorella, moglie del segretario del senato), dopo la morte della sorella nel 1645 e della madre nel 1646 si recò a Orvieto, dove lo zio Agostino era divenuto vicario del vescovo, e vi rimase sino al 1654 (nonostante lunghi soggiorni a Milano). Nel 1655 lo zio venne nominato vescovo di Acquapendente e l'ormai venticinquenne Gregorio lo raggiunse. Lasciata però definitivamente la casa dello zio l'anno successivo, Gregorio si portò a Venezia dove entrò in contatto con l'ambiente degli Incogniti e strinse una duratura amicizia col Brusoni. Andò a Bologna e poi a Torino. È in questi anni che probabilmente iniziò la sua carriera di pubblicista. Lasciò poi l'Italia per trasferirsi a Ginevra dove, nel 1660, sposò la figlia di un medico ginevrino, Antoine Guérin, e aderì al calvinismo. Seguendo un consiglio del pastore François Turrettini scrisse Strage dei riformati innocenti. Tra il 1664 e il 1678 uscirono una trentina di sue opere sulle corti italiane, insieme a scritti antipapali e pseudo-politici. Grande fortuna ebbe la Vita di Sisto V (1669), e non certo per le sue doti storiche; piuttosto per il ritratto romanzesco del pontefice e per il quadro salace dei tempi. Nella sua Vita Leti riuniva tutte le leggende e gli aneddoti intorno alla figura di Sisto V. Al successo strepitoso tanto nei paesi cattolici che protestanti, contribuì certamente il richiamo esercitato dalle pagine a sfondo scandalistico e dalle vicende politiche, che rivelavano i segreti della corte di Roma. È evidente quindi che si tratta di una biografia romanzata che tuttavia non è pervasa da atteggiamenti antiromani, né è eccessivamente pesante. Di tale spirito moderato diede atto al Leti Emanuele Tesauro in una sua lettera.
Salariato dei Medici, il Leti ricoprirà anche incarichi diplomatici per la Repubblica di Venezia e per la corte di Torino. Nel luglio del 1679 è costretto a fuggire da Ginevra, accusato di immoralità per la licenziosità dei suoi scritti. Recatosi in Francia, Colbert gli propose di ricoprire la carica di «Historico nella Lingua italiana» di Luigi XIV. Leti, pur considerando la proposta allettante, rifiutò però di convertirsi al cattolicesimo. Prese perciò la decisione di andare in Inghilterra, dove giungerà nell'ottobre del 1680. Alla fine del dicembre 1682 pubblicò presso Roberto Scott i due volumi del Teatro Britannico. A causa della sua spregiudicatezza nell'esaminare la politica interna inglese ebbe l'ordine di uscire dalla Gran Bretagna. Lasciata l'Inghilterra nel gennaio del 1683 si recò allora in Olanda, dove entrerà in rapporti amichevoli con Pierre Bayle e dove la maggiore delle sue figlie (Maria, nata nel 1661) si sposò con Jean Le Clerc. 
Fiorita in un'epoca, la tardo-barocca, caratterizzata, presso il ceto intellettuale europeo sulla via del cosmopolitismo, dall'accrescersi della curiosità per tutto ciò che si evolve al di fuori dei proprii confini statali, l'opera storica e scandalistica di Leti offrì per decenni, dinanzi alla scarsità di fogli periodici nel suo tempo sino all'avvento dell'Illuminismo, il precipuo documento di informazione sull'attualità ad uso e consumo della società colta d'Europa nella seconda metà del diciassettesimo secolo.

## Opere
- La Monarchia di Spagna, crescente e calante, in dialogo in forma di sogno (16??)
- Copia d'una lettara scritta dal molto Illust. e Rever. Mons. Lunadoro Vescovo di Nocera de' Pagani intorno all'Origine di detta Città, e suo Vescovado[2](1610)
- Relatione della Corte di Roma: e de' riti da osseruarsi in essa, e de' suoi magistrati, e offitij; con la loro distinta giurisdittione. Dettata, e fatta dal signor Caualier Girolamo Lvnadoro [pseud.] con ottanta lettere dell'Eminentisss. Sig. cardinale Lanfranco al Sereniss. e Reuerendis ... (1635)
- Il parlatorio delle monache (1650)
- La lode della gverra et il biasimo della pace: esercitio academico (1664)
- Conclave nel quale fu eletto Fabio Chiggi, detto Alessandro VII. (1664)
- Dialoghi historici overo compendio historico dell'Italia, e dello stato presente de' prencipi, e republiche Italiane: Diuiso in vari Dialoghi[3] (1665)
- La Vita del Duca Valentino (1665)
- Roma piangente, o dialogi tra'l Tevere e Roma (1666)
- Dialoghi Politici, O Vero La Politica che usano in questi tempi, i Prencipi, E Republiche Italiane, Per conservare i loro Stati, E Signorie: Il tutto raccolto, d'alcune conferenze hauute tra un'Ambasciatore d'una Republica, & un Ministro di Stato d'un Prencipe[4] (1666)
- L'amore di Carlo Gonzaga Duca Di Mantoa, e della Contessa Margarita Della Rovere[5] (1666)
- Il nipotismo di Roma, o vero relatione delle raggioni che muovono i Pontefici all'aggrandimento de' nipoti, del bene, e male che hanno portato alla chiesa doppo Sisto IV, sino al presente... (1667)
- Vita di Donna Olimpia Maidalchini, chi governo la chiesa, Durante il Ponteficato d'Innocentio X. Doppo l'anno 1644 sino all'anno 1655[6] (1667)
- La doppia impiccata, o Vero espositione della necessità all'Augustissimo Tribunale della sapienza, contro la raggioni della Doppia (1667)
- Il sindicato di Alessandro VII con il suo viaggio nell'altro mondo[7] (1667)
- Il Cardinalismo Di Santa Chiesa: Diviso in tre parti[8] (1668)
- Il puttanismo romano o vero conclaue generale delle puttane della corte, per l'elettione del nuovo pontefice[9] (1668)
- Vita Di Sisto V. Pontefice Romano[10] (1669)
- L' ambasciata di Romolo a'Romani: nell quale vi sono annessi tutti trattati ... durante la sede vacante .... sino al giorno della creatione di Clemente X[11] (1671)
- Li segreti di stato dei prencipi dell'Europa (1671)
- L'Europa gelosa: overo la gelosia de'Prencipati dell'Europa (1672)
- Le visioni politiche sopra gli interessi più reconditi, di tutti prencipi, e republiche della Christianità: divise in varij sogni, e ragionamenti tra Pasquino, e il Gobbo di Rialto, il tutto dato alla luce per la commodità de' curiosi (1671)
- Li precipitii della sede apostolica overo itinerario della corte di Roma[12] (1672)
- Itinerario Della Corte di Roma lo Vero Teatro Historico, Cronologico, e Politico, Della Sede Apostolica Dataria, e Cancellaria Romana: Nella quale si discorre della Creatione, Etla, Nome, Famiglia, e Fatti pilu notabili de' Pontefici ...[13] (1675)
- L'Italia regnante o vero nova descritione dello stato presente di tuti prencipati e republiche d'Italia[14] (1675)
- Il vaticano languente: Dopo la Morte di Clemente X. : Con i Rimedij Preparati da Pasquino, e Marforio per guarirlo [15] (1677)
- Il puttanismo moderno: con il novissimo parlatorio delle monache operetta piacevole ... (1677)
- La bilancia politica di tutte le opere di Traiano Boccalini[16] (1678)
- Il livello politico lo sia la giusta bilancia nella quale si pesano tutte le mai︣me di Roma, ed attioni de'cardinali viventi: Doue in cinque Capitoli si scoprono al viuo tutte le Mai︣me, & interei︣ de' Cardinali ...[17] (1678)
- Vita del Catolico Re Filippo II., monarca delle Spagne: sornomato il politico con tutti, il prudente ne' suoi interessi, l'accorro co' soprani, il zelante co' suoi popoli, l'infatigabile nel gabinetto, l'acquistatore di nuoui mondi, il seuero col suo sangue, l'amico della pace, il pio verso la .. (1679)
- La Fama gelosa della fortuna : panegirico sopra la nascita, vita, azzioni, governo, progressi, vittorie, glorie e fortune di Luigi il Grande detto l'invincibile tra guerrieri, l'heroe tra Cesari, l'augusto tra monarchi, il prudente tra politici di Gregorio Leti (1680)
- L'Inquisizione Processata. Opera storica, e curiosa (1681)
- Il teatro brittanico o vero Historia della Grande Brettagna: Cioè, dello stato antico, e presente, spirituale, e temporale ...[18] (1684)
- Il Ceremoniale Historico e Politico, Opera utilissima a tutti gli ambasciatori, e ministri publici, e particolarmente a quei che vogliono pervenire a tali Carichi, e Ministeri Gregorio Leti (1685)
- La Vita di Don Giovanni d'Austria[19] (1686)
- Historia genevrina: o sia historia della città, e Republica di Geneva, cominciando dalla sua prima fondattione sino al presente, con tutti i successi, guerre, mutationi di governi, e di signorie, e interessi tanto esterni, che interni, con tutti gli euvenimenti più riguardevoli, e curiosi, con un'esatta relatione del suo stato tanto antico, che moderno, e così spirituale che temporale, e con tutte le massime più recondite[20] (1686)
- Historici, Politici, Chronologici e Genealogici Della Casa Serenissima, & Elettorale di Brandeburgo: Divisa in Sette Libri, nel I. si tratta dell'Origine, Discendenti, e Matrimoni della Casa Serenissima di Brandeburgo...[21] (1687)
- Ritratti historici, o vero, Historia dell'imperio romano in Germania: Scritta da Gregorio Leti. Parte prima [-seconda]. Divisa in otto libri, & arricchita di diverse carte geografiche... (1689)
- Teatro belgico: o vero ritratti historici, chronologici, politici e geografici delle sette provincie unite (1690)
- Conclavi De' Pontefici Romani: Quali Si Sono Potuti trovare fin a questo giorno[22] (1691)
- Teatro gallico: o vero, La monarchia della real casa di Borbone in Francia, sotto i regni di Henrico IV., Luigi XIII. e Luigi XIV.; ma più in particolare, della vita, allevamento, progressi, natura del governo, cause d'accrescimento, fatti, gesti, successi, attioni, trattati, maneggi, artifici, disegni, amori, intrighi del gabinetto, e procediture, tanto in pace, che in guerra del regnante rè, detto Luigi il Grande (1691)
- La Monarchia Universale del Re Luigi XIV.: nella quale si contengono li successi, & osseruationi più particolari sopra gli Affari dello stato presente dell'Europa[23] (1692)
- Historia, e memorie recondite sopra alla vita de Oliviero Cromvele: detto il tiranno senza vizi, il prencipe senza virtù (1692)
- Historia o vero vita di Elisabetta, regina d'Inghilterra: Detta per soprannome la Commediante Politica[24] (1693)
- Teatro Gallico, o vero La Monarchia di Luigi XIV detto Luigi il Grande: quali comprendono tutti i successi di questa guerra, dal fine del 1690, sino al fine del 1691 ...[25] (1694)
- Vita di Don Pietro Giron, duca D'Ossuna, viceré di Napoli, e di Sicilia, sotto il regno di Filippe Terzo'[26] (1699)
- Raguagli historici e politici [sic] delle virtù e massime nicessarie alla conservatione degli stati, con infiniti esempi & osservationi, ò Vero compendio delle virtù heroiche sopra la fedeltà de' suditi & amore vero la patria de' veri cittadini: con le cause della caduta di tanti prencipati e ... (1699)
- Vita Dell'Invittissimo Imperadore Carlo V. Austriaco[27] (1700)
- Lettere sopra differenti materie, con le proposte e risposte[28] (1700)
- Lo Stato Presente O Sia La Relazione Della Corte Di Roma[29] (1765)
- Lo Stato presente, o sia la Relazione della Corte di Roma già pubblicata dal cav. Lunadoro, ora ritoccata, accresciuta ed illustrata, da Francescantonio Zaccaria...[30] (1774)
- Il governo del duca d'Ossuna e la vita di Bartolomeo Arese (1854)
- L'amore di Carlo Gonzaga duca di Mantoa e della contessa Margarita della Rovere, a cura di Danilo Romei, s.l., Lulu, 2009 [anche on line, URL: http://www.nuovorinascimento.org/n-rinasc/testi/pdf/leti/amore.pdf]
- Vita di donna Olimpia, Edizione critica a cura di Danilo Romei, s.l., Lulu, 2010
- Vita di donna Olimpia. Testo con le due redazioni a fronte a cura di Danilo Romei, on line, URL: http://www.nuovorinascimento.org/n-rinasc/testi/pdf/leti/olimpia.pdf
- Il nuovo parlatorio delle monache, Edizione critica e commento di Danilo Romei, s.l., Lulu, 2016 [anche on line, URL: http://www.nuovorinascimento.org/n-rinasc/testi/pdf/leti/nuovo_parlatorio.pdf]
- Il puttanismo romano, Edizione critica a cura di Danilo Romei, s.l., Lulu, 2019 [anche on line, URL: http://www.nuovorinascimento.org/n-rinasc/testi/pdf/leti/puttanismo.pdf]